# Adama Drabo
Adama Drabo est un cinéaste et dramaturge malien né en 1948 à Bamako et mort le 15 juillet 2009 à Bamako.

## Biographie
Dès son enfance il s'intéresse au cinéma. Instituteur pendant 10 ans dans un village, il peint et écrit en amateur des pièces de théâtre.
En 1979, il entre au Centre national de production cinématographique (CNPC) du Mali. Il travaille avec le réalisateur Cheick Oumar Sissoko comme assistant réalisateur sur le tournage des films Nyamanton (1986) et Finzan (1989).
En 1988, il tourne un moyen-métrage, Nieba, la journée d'une paysanne. En 1991, il sort son premier long-métrage Ta Dona (Au feu !), présenté en sélection officielle en compétition au Festival international du film de Locarno et primé au Festival panafricain du cinéma et de la télévision de Ouagadougou.
En 1997, il réalise Taafé Fanga, qui raconte l’histoire d’un village dogon où la découverte par une femme d'un masque qui donne le pouvoir renverse l'ordre des choses, les femmes prenant la place réservée habituellement aux hommes. Ce film a été primé dans différents festivals (Festival de Cannes, Tokyo, Ouagadougou et Namur).
Après une longue pause, il revient en coréalisation avec Ladji Diakité avec Fantan Fanga (Le pouvoir des pauvres), en 2008.

## Filmographie
- 1988 : Nieba, la journée d'une paysanne
- 1991 : Ta Dona (Au feu !)
- 1997 : Taafé Fanga (Le pouvoir du pagne)
- 2003 ; Kokadjè (Laver proprement)
- 2009 : Fantan Fanga (Le pouvoir des pauvres) (correctement en Bambara "Faantan Fanga"; "Fantan" veuillant en fait dire "orphelin")

## Théâtre
- 1972 : Massa
- 1977 : Le Trésor de l'Askia
- 1982 : L'Eau de Dieu tombera
- 1983 : Pouvoir de Pagne